# باول أونيل (لاعب هوكي الجليد)
باول أونيل (بالإنجليزية: Paul O'Neil)‏ هو لاعب هوكي الجليد أمريكي، ولد في 24 أغسطس 1953 في Charlestown, Boston ‏ في الولايات المتحدة.

## وصلات خارجية
- باول أونيل على موقع دوري الهوكي الوطني (الإنجليزية)
- باول أونيل على موقع EliteProspects.com (الإنجليزية)
- باول أونيل على موقع HockeyDB.com (الإنجليزية)
- باول أونيل على موقع Hockey-Reference.com (الإنجليزية)